# Wang Lixiong
Wang Lixiong, född 2 maj 1953 i Changchun, Jilin, är en kinesisk författare och dissident.
Wang sändes för att omskolas genom arbete under kulturrevolutionen och arbetade i en bilfabrik i Wuhan innan han flyttade till Peking. 1978 blev han indraget i rörelsen kring demokratimuren i Peking och publicerade sin första essä i den underjordiska tidskriften Idag (Jintian).
Wang blev känd för en större allmänhet då han publicerade den dystopiska framtidsskildringen Huanghuo (Den gula faran), som handlar om Kinas sammanbrott, under pseudonym 1990.
Wang har rest till Tibet ett flertal gånger och har uppmärksammat tibetanernas situation i Kina. Sedan 2004 är han gift med den tibetanska författarinnan Woeser.